# Bezirksamt Gengenbach
Das Bezirksamt Gengenbach, zunächst als Vogteiamt, dann als Amt Gengenbach bezeichnet, war eine von 1807 bis 1872 bestehende Verwaltungseinheit im Großherzogtum Baden.

## Geographie
Das Gebiet des Bezirksamtes lag im mittleren Schwarzwald entlang der Kinzig und ihrer Nebenflüsse, insbesondere dem Erlenbach und seinen Quellflüssen Harmersbach und Nordrach. Die Besiedlung bestand, neben den Hauptorten, aus einer großen Zahl von Einzelhöfen und Weilern, dort als Zinken bezeichnet.

## Geschichte

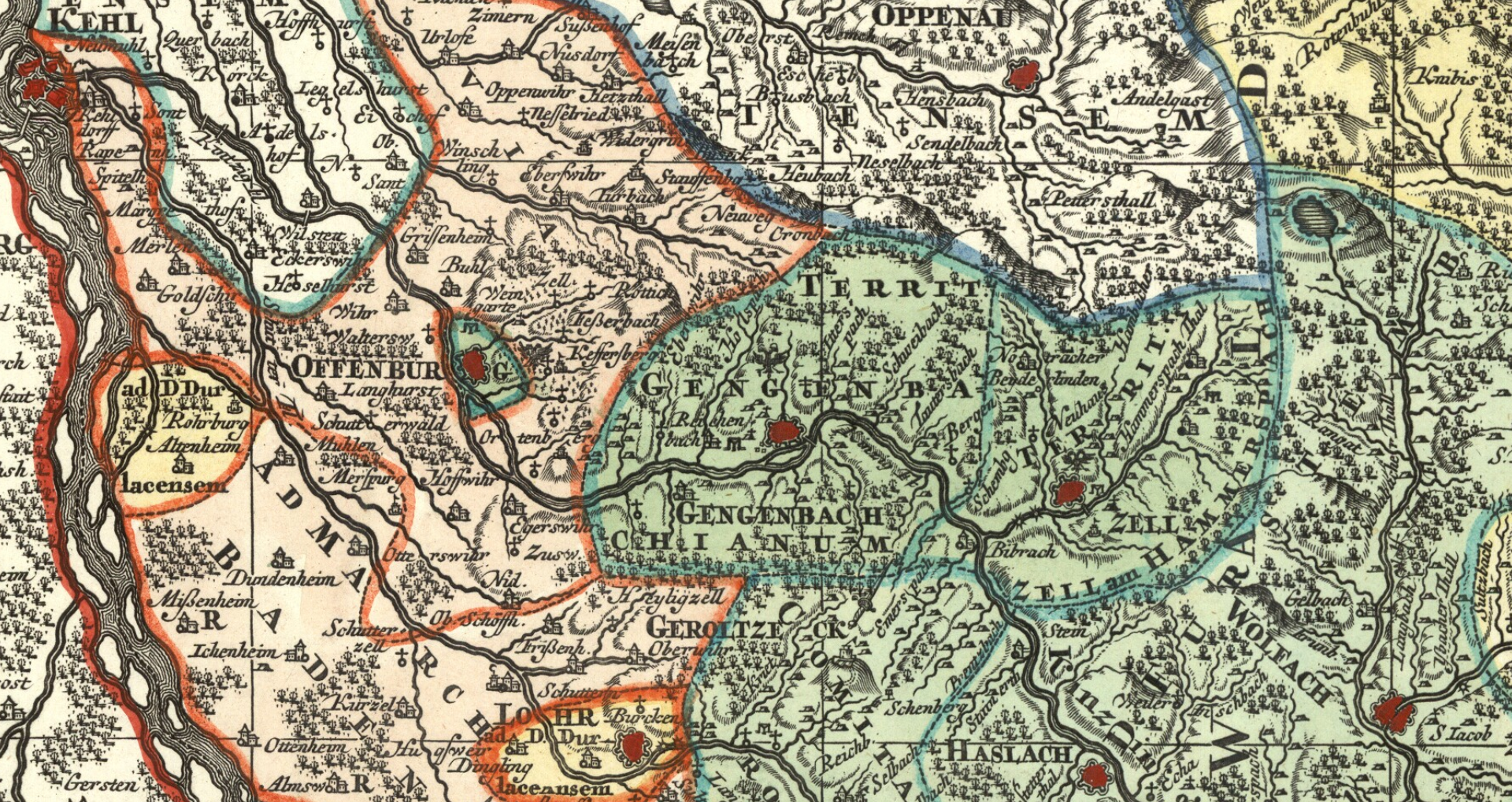
Das Gebiet des Bezirks auf einer Karte von 1725.

Den historischen Kern des Bezirksamtes bildete ein größeres zusammenhängendes, reichsfreies Gebiet, das bis zum Ende des Heiligen Römischen Reiches seine Eigenständigkeit bewahren konnte. Es setzte sich aus den freien Reichsstädten Gengenbach und Zell sowie dem Reichstal Harmersbach zusammen. Infolge des Reichsdeputationshauptschlusses 1803 wurden sie mediatisiert und der badischen Landeshoheit unterstellt. Dessen Regierung gliederte sie, mitsamt den ebenfalls neu zu Baden gekommenen Kloster Gengenbach und der Stadt Offenburg, als Obervogtei Gengenbach in ihren Staat ein.
Ausgelöst durch weitere Gebietsgewinne nach dem Pressburger Frieden 1805 und der Verabschiedung der Rheinbundakte 1806 kam es im Sommer 1807 zu einem Umbau der Verwaltungsstrukturen im Land Baden. Aus der bisherigen Obervogtei entstand, bei Abgabe Offenburgs, das Vogteiamt Gengenbach. 1813 übernahm Gengenbach die Funktion eines Kriminalamtes, das auch für die Bezirksämter Ettenheim, Lahr, Haslach und Wolfach zuständig war. Im Zuge der Trennung der Rechtsprechung von der Verwaltung 1857 wurde Gengenbach Sitz eines Amtsgerichts. 1872 wurden Amtsgericht und Bezirksamt Gengenbach aufgelöst, die Gemeinden dem Amtsgericht und Bezirksamt Offenburg zugeteilt.

## Orte und Einwohner
Zu seinem ursprünglichen Umfang kam in zwei Schritten der grundherrschaftliche Ort Berghaupten hinzu, zunächst Ende 1810 in Bezug auf die allgemeine Verwaltung. Nach der Aufhebung der Patrimonialgerichtsbarkeit 1813 folgte die Zuständigkeit für die Rechtsprechung erster Instanz, die bis 1857 bei den Ämtern lag.

### 1814
1814 wird für das Amt von 11.525 Einwohnern berichtet, die sich auf diese Orte verteilten:
| Gemeinde                      | Einwohnerzahl |
| ----------------------------- | ------------- |
| Berghaupten                   | 746           |
| Bermersbach                   | 611           |
| Biberach                      | 841           |
| Ober- und Unterentersbach     | 548           |
| Gengenbach                    | 1.842         |
| (Ober- und Unter-)Harmersbach | 2.833         |
| Nordrach                      | 1.141         |
| Ohlsbach                      | 715           |
| Reichenbach                   | 731           |
| Schwaibach                    | 405           |
| Zell                          | 1.112         |

### 1864
1864 lebten im Amtsbezirk 16.089 Menschen. Sie verteilten sich auf 13 Gemeinden und eine getrennt gezählte Colonie:
| Gemeinde                      | Einwohnerzahl |
| ----------------------------- | ------------- |
| Berghaupten                   | 1.102         |
| Bermersbach                   | 838           |
| Biberach                      | 1.348         |
| Gengenbach                    | 2.375         |
| Nordrach                      | 1.589         |
| Oberentersbach                | 242           |
| Oberharmersbach               | 2.228         |
| Ohlsbach                      | 1.064         |
| Reichenbach                   | 1.044         |
| Schwaibach                    | 520           |
| Unterentersbach               | 433           |
| Unterharmersbach              | 1.776         |
| Zell                          | 1.345         |
| als Colonie Nordrach (Fabrik) | 185           |

## Leiter der Verwaltung
Die Leitung der Verwaltung, als Amtmann oder Oberamtmann, hatten inne:
- 1804 – 1809: Franz Michael Heinrich Stuber
- 1810 – 1815: Joseph Bordollo
- 1815: Franz Ackermann
- 1816 – 1819: Friedrich Frech
- 1819 – 1835: Franz Xaver Bossi
- 1835 – 1836: Franz Josef Pfister
- 1836 – 1849: Peter Wasmer
- 1849 – 1861: Philipp Bode
- 1861 – 1865: Julius Betz
- 1865 – 1867: Xaver Weiß
- 1867 – 1872: Leopold Rieder

Der 1849 zum Leiter ernannte Franz von Jagemann kam auf eigenen Wunsch stattdessen zum Stadtamt Freiburg.

## Übergeordnete Behörden
Im Rahmen der Verwaltungsgliederung des Landes übergeordnete Behörden waren:
- 1810 bis 1832 der Kinzigkreis
- 1832 bis 1864 der Mittelrheinkreis
- ab 1864 der Landeskommissärbezirk Freiburg, zugleich wurden seine Gemeinden dem Kreisverband Offenburg zugeordnet.

## Weitere Entwicklung
Aus dem Bezirksamt Offenburg entstand 1939 der Landkreis Offenburg. Ab 1936 zählte die südöstliche Hälfte des ehemaligen Gengenbacher Gebietes zum Bezirksamt Wolfach und kam so 1939 zum Landkreis Wolfach. Mit der Kreisreform 1973 wurden beide Teile im Ortenaukreis vereinigt.